# Naufraghi (film 2004)
Naufraghi è un cortometraggio del 2004 diretto da Federica Pontremoli.